# Wimmeria mexicana
Wimmeria mexicana är en benvedsväxtart som först beskrevs av Dc., och fick sitt nu gällande namn av Lundell. Wimmeria mexicana ingår i släktet Wimmeria och familjen Celastraceae. Inga underarter finns listade.